# テンダイウヤク
テンダイウヤク（天台烏薬、学名: Lindera aggregata）は、クスノキ科クロモジ属に属する常緑低木の1種である。葉は広楕円形からほぼ円形で先端が尾状に伸びる（図1）。花期は春、雌雄異株。果実は液果で黒く熟する。中国南部からベトナム、台湾、フィリピンに自生し、江戸時代に日本にも渡来し、一部地域では帰化している。根の肥大部が「烏薬」とよばれる生薬となり、芳香性健胃薬などに利用される。和名のうち、テンダイ（天台）は中国における名産地、ウヤク（烏薬）は生薬に用いる根をカラスに見立てた、または果実がカラスのように黒紫色に熟すことからとされる。

## 特徴
常緑低木から小高木であり、高さ5メートル (m)、幹の直径4センチメートル (cm) ほどになり、幹は叢生する。根は紡錘形（3.5–8 × 0.7–2.5 cm）に肥厚し、黄褐色から黒褐色、表面にシワがあり、芳香がする。樹皮は灰褐色。若枝は緑色、縦縞があり、はじめは淡黄褐色の軟毛が密生しているが後に無毛、2–3年枝は縦に長い皮目がある。頂芽と側芽あり、芽鱗は褐色、瓦重ね状、葉芽は紡錘形であり、その芽鱗からでた球形の花芽がとり囲んでいる。萌芽した新芽の先端は湾曲して下垂する。
葉は互生して等間隔につき、葉柄は長さ4–10ミリメートル (mm)（図1）。葉身は広楕円形からほぼ円形、4-8 × 2.5-4センチメートル (cm)、全縁、基部は円形から広いくさび形、先端は尾状鋭尖頭で鈍端（図1）。薄い革質であり、表面は深緑色で光沢があり、無毛、3脈が目立ち（表面で窪む）、裏面は粉白色を帯び、はじめは両面に淡黄褐色の軟毛があるが、のちに裏面の脈上を除いて無毛になる。

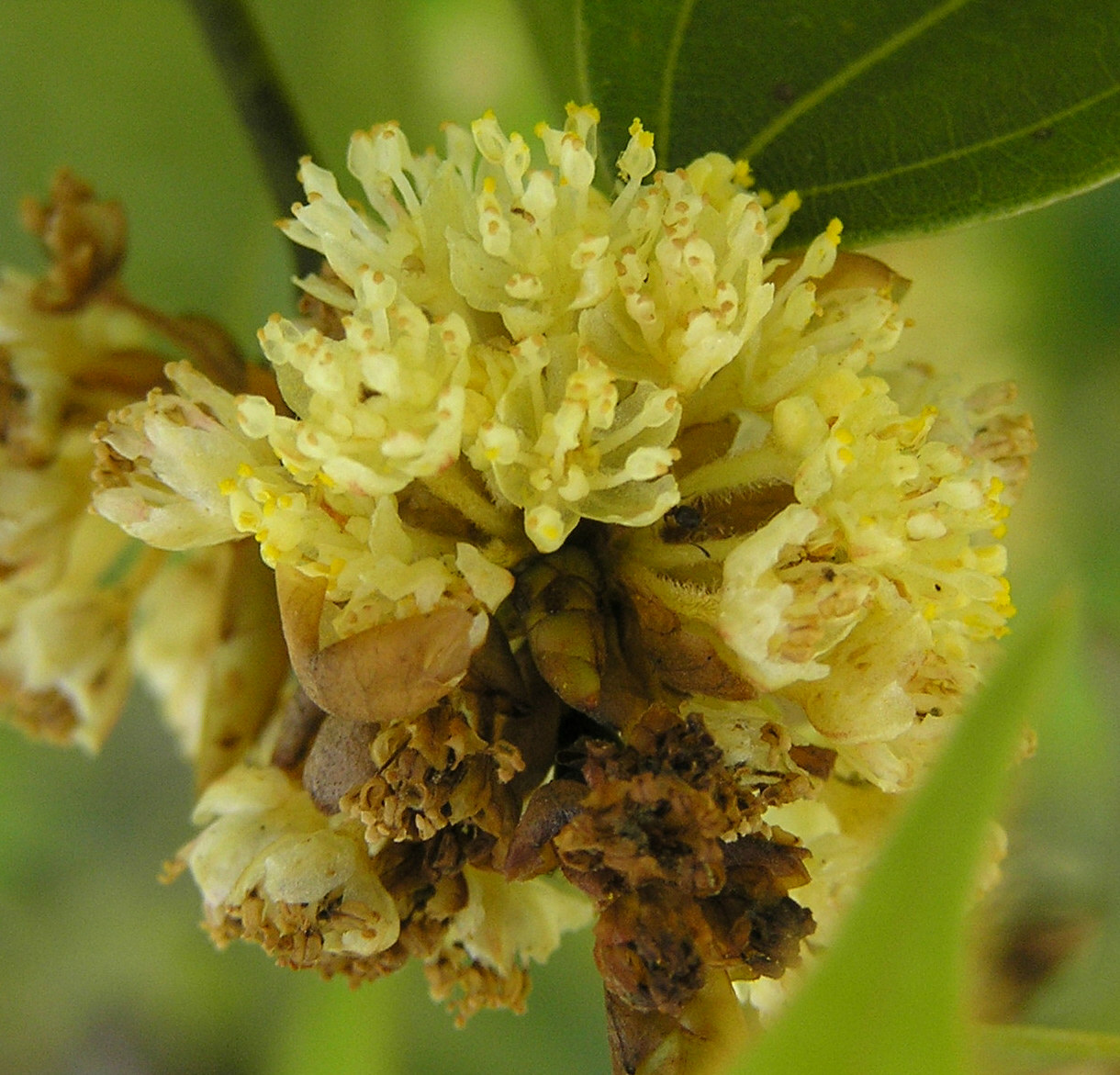
2. 雄花序

花期は3–4月、雌雄異株、今年枝の葉腋からでる短枝に黄色い小さな花からなる散形花序を1–3個つけ、花序はほぼ無柄、花柄は長さ 3.5 mm、有毛（図2）。花芽の状態では、数個の褐色の総苞片で包まれている。雄花・雌花とも花被片は6枚、黄色、雄花では長さ約 2.5 mm、雌花で約 2 mm、花後に落ちる（図2）。雄花には、雄蕊（雄しべ）が9個、3個ずつ3輪、葯は2室、最内輪の花糸に1対の有柄腺体があり、中央には長さ 2 mm ほどの退化した雌蕊がある（図2）。雌花には仮雄蕊（仮雄しべ）が9個、3個ずつ3輪、最内輪の花糸に1対の有柄腺体があり、中央に雌蕊（雌しべ）が1個、長さ 2.5 mm、柱頭は大きく盾状に広がる。
果期は10–11月、果実は液果、楕円形、長さ 7–8 mm、熟すと黒色、果柄は長さ 7–9 mm で先端は少し太くなる（図1）。種子は1個、淡褐色、楕円形で基部が突出する。染色体数は 2n = 24。

## 分布
中国南部からベトナム、台湾、フィリピンに自生する。日当たりの良い斜面や谷、疎林などに生育し、標高 200–1,000 m に見られる。
日本には享保年間（18世紀前半）に導入され、医薬用に栽培された。暖地（静岡県、三重県、和歌山県、奈良県、京都府、大阪府、九州）では野生化している。

## 人間との関わり

### 薬用
根を掘り取り、洗浄、陽干したものを生薬とし、日本薬局方では「烏薬（ウヤク）」の名で収載されている。中国名は「烏薬」または「天台烏薬」、浙江省天台山のものが最も良いものとされ、和名の由来になっている。芳香性健胃薬とされ、鎮痛作用があり、悪心腹痛、特に下腹部の張った痛み、消化不良などに用いられる。漢方処方においては、強壮、健胃、鎮痛、鎮痙、鎮静、縮尿作用があるとされ、烏薬順気散、芎帰調血飲、芎帰調血飲第一加減などに配合される。
日本には、テンダイウヤクに関する伝説がある。秦の始皇帝の命を受けて日本に長生不老の仙薬を求めた徐福はテンダイウヤクを見つけたが、中国には帰らずに日本にとどまったというものである。実際には、日本のテンダイウヤクは江戸時代享保年間に中国から薬用に導入されたものであることが小野蘭山の『本草綱目啓蒙』に記されている（上記参照）。
葉にも健胃作用があるとされ。また新鮮な葉をつき砕いて油で炒め、関節リウマチ、打撲痛に塗布するとよいとされる。葉は茶外茶として利用されることもある。

### 成分
成分としてはセスキテルペン（リンデラン、リンデレン）、モノテルペン（ボルネオール）が含まれる。また、laurolitsine、ボルジン、ノルボルジン、レチクリン、リンデレガチンなどのアルカロイドを含有する。
プロアントシアニジン三量体である epicatechin-(4β→8,2β→O→7)-entcatechin-(4β-8)-catechin を含む。この化合物は、ラットのエタノール誘発性胃損傷に対して、細胞保護作用を示すことが報告されている。

### その他
庭木や生垣として植栽されることがある。
果実から抽出された油は、灯用とされたこともある。

## 分類
一般的に、以下の2変種が認められている。
表1. テンダイウヤクの種内分類体系の一例
- テンダイウヤク Lindera aggregata (Sims) Kosterm. (1974)
  - Lindera aggregata var. aggregata[15]
シノニム; Benzoin strychnifolium (Siebold & Zucc. ex Blume) Kuntze (1891); Benzoin sinense (Blume) Kuntze (1891); Daphnidium myrrha Siebold & Zucc. (1846); Daphnidium sinense Blume (1851); Daphnidium strychnifolium Siebold & Zucc. (1851); Lindera eberhardtii Lecomte (1913); Lindera sinensis (Blume) Hemsl. (1891); Lindera strychnifolia (Siebold & Zucc.) Fern. (1880); Litsea trinervia Bürger ex Blume (1851), not validly publ.
  - Lindera aggregata var. playfairii (Hemsl.) H.P.Tsui (1978)[16]
シノニム: Lindera aggregata f. playfairii (Hemsl.) J.C.Liao (1988); Lindera playfairii (Hemsl.) C.K.Allen (1938); Litsea playfairii Hemsl. (1891); Neolitsea playfairii (Hemsl.) Chun (1925)